# جايسون يوان
جايسون يوان (بالصينية: 袁健生) هو دبلوماسي وسياسي تايواني، ولد في 1942 في قويتشو في الصين. حزبياً، نشط في الكومينتانغ.